# 阿賀野川橋梁 (白新線)
阿賀野川橋梁（あがのがわきょうりょう）は、新潟県新潟市東区と北区に跨る阿賀野川に架かる東日本旅客鉄道（JR東日本）白新線の鉄道橋である。

## 概要
白新線の沼垂駅（現（貨）沼垂駅） - 葛塚駅（現豊栄駅）間の延伸工事に伴って1956年（昭和31年）に完成した。大形駅 - 新崎駅間の阿賀野川に架かる全長1,200 mの橋梁である。
1979年（昭和54年）に、東新潟駅（新潟操車場） - 新崎駅間の複線化工事に伴い、阿賀野川の上流側に新しく架け替えられたのが現在のトラス橋（2代目）である。
初代橋梁はアーチなしの鉄橋としては当時日本一の長さを誇っていた。複線化後、横河工事により手延式引戻し工法で撤去されている。これは、センターホールジャッキで橋桁をジャッキアップし、手延機に橋桁を連結し、かつ自走台車に乗せてから引戻して撤去するというものである。また、初代橋梁の橋名板は国鉄から豊栄市に寄贈されている。

## 構造
初代の橋梁は、単線上路式プレートガーダーの形式である。長さ36.4m x 24連、25.4m x 2連からなっていた。
2代目の橋梁は、複線下路式平行弦ワーレントラス13連の形式であり、トラスは1977年（昭和52年）製造の日本橋梁製である。

## 歴史
- 1940年（昭和15年）8月20日 - 着工[6]。
- 戦争による資材不足で建設中止、橋脚だけは完成した[7]。
- 1953年（昭和28年）12月5日 - 橋げた架設工事開始[8]。
- 1954年（昭和29年）9月25日 - 橋げた架設工事完了[5]。
- 1956年（昭和31年）4月15日 - 開通により供用開始。
- 1974年（昭和49年）
  - 9月20日 - 複線用橋梁下部工事の準備作業着工[9]。
  - 11月7日 - 複線用橋梁工事起工式挙行[10]。
- 1976年（昭和51年）3月末 - 複線用橋梁下部工事完了[11]。
- 1979年（昭和54年）9月18日 - 複線化に伴い複線用橋梁供用開始。

## 周辺

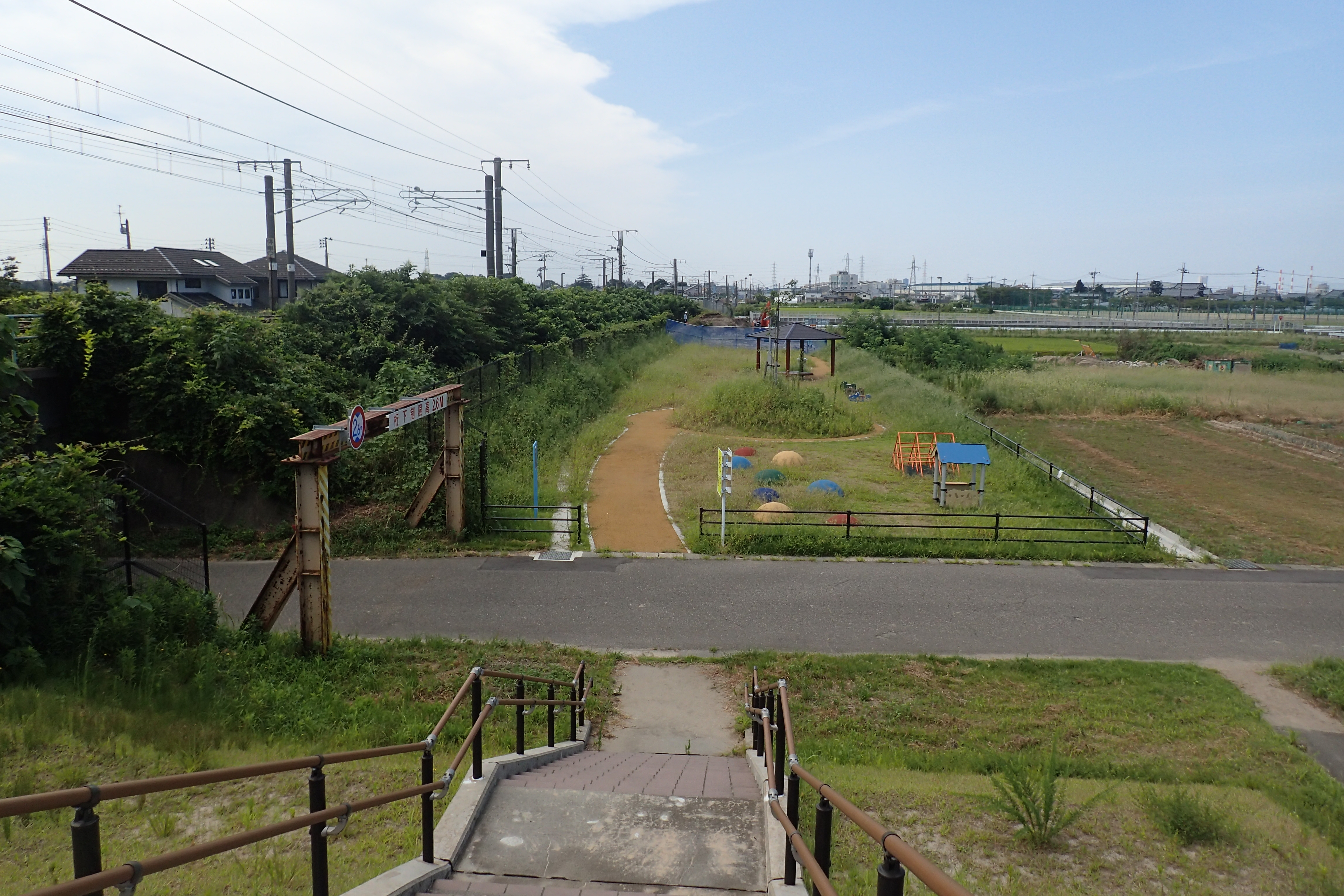
旧線跡に整備された白新線公園

### 左岸側
- 白新線公園 - 旧線跡を活用した公園である。
- 阿賀野川河川公園
- 新潟県道17号新潟村松三川線

### 右岸側
- 新崎工業団地
- 阿賀野川ふれあい公園
- 新潟県道15号新潟長浦水原線